# Actéon (Q149)
Pour les articles homonymes, voir Actéon (homonymie).
L'Actéon est un sous-marin français de la classe 1 500 tonnes. Lancé en 1929, il appartient à la série M6.

## Histoire

### Développement
L'Actéon fait partie d'une série assez homogène de 31 sous-marins océaniques de grande patrouille, aussi dénommés 1 500 tonnes en raison de leur déplacement. Tous sont entrés en service entre 1931 (Redoutable) et 1939 (Sidi-Ferruch).
Longs de 92,30 mètres et larges de 8,10, ils ont un tirant d'eau de 4,40 mètres et peuvent plonger jusqu'à 80 mètres. Ils déplacent en surface 1 572 tonnes et en plongée 2 082 tonnes. Propulsés en surface par deux moteurs diesel d'une puissance totale de 6 000 chevaux, leur vitesse maximum est de 18,6 nœuds. En plongée, la propulsion électrique de 2 250 chevaux leur permet d'atteindre 10 nœuds.
Appelés aussi « sous-marins de grandes croisières », leur rayon d'action en surface est de 10 000 milles nautiques à 10 nœuds et en plongée de 100 milles nautiques à 5 nœuds.
Mis en chantier le 20 juillet 1927 avec le numéro de coque Q149, l'Actéon est lancé le 10 avril 1929 et mis en service le 18 décembre 1931.

### Seconde Guerre mondiale
Il est affecté, au début de la Seconde Guerre mondiale, à la 3e division de sous-marins, basée à Toulon, qu'il forme avec le Protée, le Fresnel et l'Achéron. Au début de février 1940, la 3e DSM est brièvement transférée à Casablanca pour surveiller les Canaries, où se trouvent quelques cargos allemands. Elle est affectée au théâtre méditerranéen le 12 avril, d'abord à Bizerte puis, le Fresnel excepté, à Beyrouth, sous l'autorité du commandant en chef britannique à Alexandrie. L'Actéon patrouille dans le Dodécanèse, entre Leros et Rhodes puis est rappelé à Beyrouth le 25 juin, avec l'entrée en vigueur de l'armistice. L'Actéon et l'Achéron quittent Beyrouth le 16 octobre pour entrer en gardiennage à Toulon.
En 1941, il est envoyé à Dakar. Les 27 et 28 juillet, il est chargé de poursuivre et arrêter un cargo norvégien qui s'était échappé de Dakar mais il ne parvient pas à l'intercepter. Avec le Fresnel, le Henri Poincaré et le Pascal, il forme la 5e division, basée à Casablanca, à partir du 1er janvier 1942. Au début du mois de novembre, la 5e division est envoyée à Toulon pour le grand carénage. Les 1 500 tonnes Actéon et Fresnel se trouvent à Oran lorsqu'ils y sont surpris par le débarquement anglo-américain en Afrique du Nord. Ils prennent la mer dès l'alerte donnée, dans la nuit du 8 novembre. En fin de journée, L'Actéon repère les porte-avions HMS Biter et HMS Dasher devant le cap Falcon. Il est lui-même repéré par le HMS Westcott (en) alors qu'il s'approche en surface, vers 21 heures. Il plonge immédiatement et reçoit, à 21 h 11, plusieurs grenades anti-sous-marines. Il coule à pic avec tout son équipage.